# Vil·la Florentina
La Vil·la Florentina, també coneguda com la Vil·la Álvarez, és una obra del municipi de Sitges (Garraf) inclosa en l'Inventari del Patrimoni Arquitectònic de Catalunya.

## Descripció
Edifici aïllat envoltat per un jardí, situat al Passeig Marítim i fa cantonada amb el carrer J.Llovera. És de planta irregular i amb diversos nivells d'alçària. Es troba aixecat respecte al nivell del carrer i s'hi accedeix a través de cinc esglaons. Les obertures són allindanades en general excepte la port d'accés i dues finestres de la planta baixa que són d'arc de mig punt. Les cobertes són de teula àrab amb peces ceràmiques i en general són a quatre vessants i amb ràfecs molt sobresortints sostinguts per mènsules de fusta. És un element remarcable el plafó ornamental de ceràmica, amb relleus figuratius que hi ha a una de les façanes laterals

## Història
D'acord amb la documentació conservada a l'Arxiu Històric municipal de Sitges, amb data de maig del 1919 el propietari, Francesc Armengol va efectuar una sol·licitud d'obres per a la construcció d'un hotel particular. Els plànols, datats el 8-5-1919 porten la signatura d'un arquitecte el nom del qual resulta il·legible. L'Ajuntament va donar l'aprovació el dia 14 del mateix mes. Aquesta casa forma part del conjunt de Terramar, ciutat-jardí començada el 1919 segons projecte de l'arquitecte Josep Maria Martino i com a resultat de la iniciativa del financer Francesc Armengol.
Al cap de poc temps d'iniciar-se les obres, la casa va ser adquirida per Francisco de Álvarez-Cuevas i Güell, empresari i col·leccionista d'art, per la qual cosa la casa va passar a conèixer-se com a Villa Álvarez. El 1930, l'Ajuntament de Sitges va donar permís a Francisco de Álvarez-Cuevas per cercar el jardí de la casa. Amb els anys, al costat de la casa es va obrir el carrer Reverend J. Lloveras, convertint-la en un edifici cantoner, i amb una nova façana principal. Aquest fet va fer que Francisco de Álvarez-Cuevas decidís embellir aquesta nova façana amb relleus escultòrics de Pere Jou.
El 1951 la casa va ser adquirida per Francesc Comas i Vila i la seva esposa Florentina Poch i Álvarez. Va ser en aquell moment quan es va canviar el nom a Villa Florentina, en honor a la dona del nou propietari.